# Käpt’n Säbelzahn

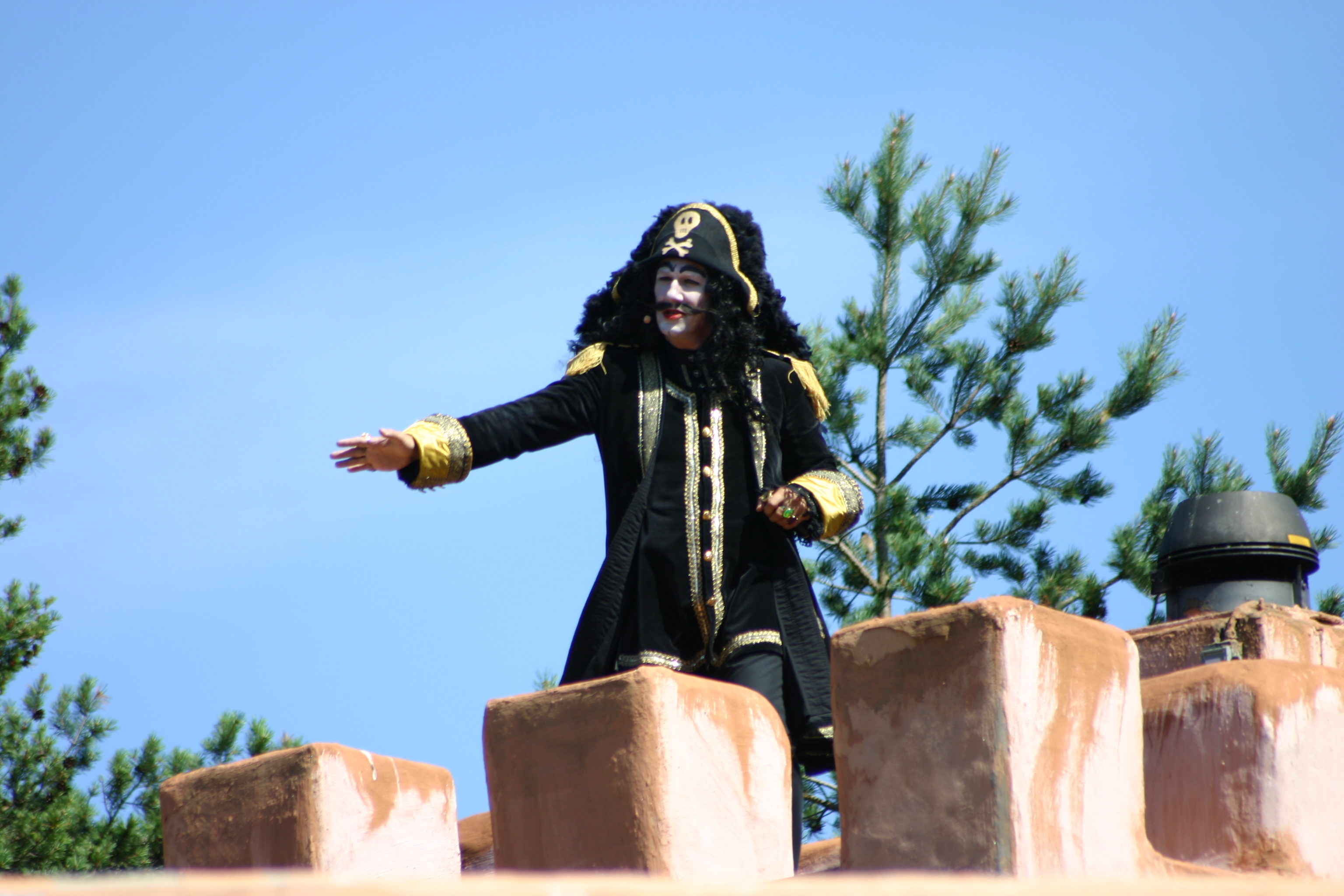
Käptn Säbelzahn

Käpt’n Säbelzahn (norwegisch: Kaptein Sabeltann) ist der Name eines fiktiven Piraten. Die vom Autor Terje Formoe geschaffene Figur ist in Norwegen sehr populär; Theaterstücke, Bücher, Filme und Computerspiele existieren rund um die Abenteuer des Piraten.

## Geschichte
Terje Formoe schrieb 1989 ein Theaterstück, das im Juli 1990 im Tierpark in Kristiansand vorgestellt wurde. Dort wird seitdem jedes Jahr eine Show rund um den Piratenkapitän und seine Mannschaft aufgeführt. Terje Formoe spielte selbst von 1990 bis 1999 und im Jahr 2010 den Kapitän Säbelzahn. Mit der Musik zum Theaterstück wurde Käptn Säbelzahn ab 1992 populär und wirtschaftlich zu einem großen Erfolg.
Zu Käpt’n Säbelzahns Piraten, die mit ihrem Schiff namens Den sorte dame (The Dark Lady) über die Meere segeln, gehören neben Langemann, Pelle Pirat, Pysa Pirat, Benjamin und anderen auch der Schiffsjunge Pinky (Tiny) und dessen Freundin Sunniva (Veronica). Sunniva lebt auf der Insel Kjuttaviga (Luna Bay).

## Theaterstücke
Im Kristiansand Dyrepark, einem Tierpark und Erlebnispark nahe Kristiansand, werden jährlich Theaterstücke aufgeführt.
- Kaptein Sabeltann og skatten i Kjuttaviga
- Kaptein Sabeltann og hemmeligheten i Kjuttaviga
- Kaptein Sabeltann og jakten på den magiske diamant
- Kaptein Sabeltann og skatten i Kjuttaviga
- Kaptein Sabeltann og den forheksede øya
- Kaptein Sabeltann og jakten på den magiske diamant
- Kaptein Sabeltann og grusomme Gabriels skatt
- Kaptein Sabeltann og den forheksede øya, neue Version
- Kaptein Sabeltann og havets hemmelighet

## Musik
- Hipp Hurra for Dyreparken, 1991
- Kaptein Sabeltann og skatten i Kjuttaviga, 1991
- Kaptein Sabeltann og hemmeligheten i Kjuttaviga, 1994
- Ville venner og Sabeltenner, 1995
- Kaptein Sabeltann og jakten på den magiske diamant, 1996
- Kaptein Sabeltanns verden, 1998
- Kaptein Sabeltann og den forheksede øya, 2000
- Kaptein Sabeltann og jakten på den magiske diamant, 2002
- Kaptein Sabeltann, 2003
- Hiv o'hoi! : Kaptein Sabeltanns favoritter, 2006
- Kaptein Sabeltann og den forheksede øya, 2008
- Kaptein Sabeltann og havets hemmelighet, 2010

## Filme
- Kaptein Sabeltann og skatten i Kjuttaviga, 1992
- Kaptein Sabeltann og hemmeligheten i Kjuttaviga, 1994
- Drømmen om Kaptein Sabeltanns rike, 1997/1998
- Kaptein Sabeltann og den forheksede øya, 2000
- Kaptein Sabeltann: Favorittsanger, 2001
- Kaptein Sabeltann og jakten på den magiske diamant, 2002
- Kaptein Sabeltann, 2003
- Kaptein Sabeltann og grusomme Gabriels skatt, 2005
- Kaptein Sabeltann og den forheksede øya, 2008
- Kaptein Sabeltann - Kongen på havet, 2011
- Käpt’n Säbelzahn und der Schatz von Lama Rama, 2014

## Comics und Magazine
- 1994: Kaptein Sabeltann og jakten på sultanens skatt!, illustriert von Morten Myklebust
- 2000–2005: Kaptein Sabeltann aktivitetsblad
- Kaptein Sabletanns Adventskalender
- 2006: Kaptein Sabletanns verden (Käpt’n Säbelzahns Welt) monatliche Erscheinweise; Autor: Dag E. Kolstad; Zeichnungen: Arild Midthun, Asbjørn Tønnesen und Jimmy Wallin

## Spiele
- 1997: Kaptein Sabeltann og den store ildprøven, CD-ROM, von Simen Svale Skogsrud
- 2004: Kaptein Sabeltann, CD-ROM, produziert von Artplant AS, publiziert von Pan Vision in Stockholm, basierend auf Figurinen von Terje Formoe
- 2007: Kaptein Sabeltann og grusomme Gabriels forbannelse, CD-ROM, Artplant AS, NSD
- 2011: Kaptein Sabeltann,  Nintendo DS, Ravn Studio AS, veröffentlicht am 1. Juli 2011
- 2014: Kaptein Sabeltann på nye tokt, iPhone/iPad, Ravn Studio AS